# Гендер-геп
Гендер-геп (від англ. gender — гендер і gap — прірва, розрив), також гендерна рисочка[неавторитетне джерело] — використання знака підкреслення _ всередині слова, для відокремлення фемінітивного суфіксу від кореня (як нелітерний орфографічний знак, подібно до апострофа та дефісу), як засіб гендерного (не)забарвлення слова. Використання гендер-гепа вказує на згадування не тільки бінарних гендерів (чоловічого та жіночого), а й всіх інших можливих гендерних ідентичностей, зокрема гендерквір.
Назва походить від гендерного розриву між жінками та чоловіками (gander gap). Символ _ використовується в якості заповнювача, щоб уникнути загальної чоловічої (учень), чи жіночої форми (учениця), і розширити значення: студент_ ка (чоловік, жінка, та будь-який гендер).
Використовується переважно в німецькій мові, де і почав уперше використовуватися.
Замість підкреслення також може використовуватися гендерна зірочка *.

## Історія
Уже в 19-ому столітті для гендерно-парних слів у німецькій мові використовувалося написання жіночого суфіксу -in у дужках після чоловічої форми слова: Schüler(innen). З 1940-их років популярність набув подібний спосіб запису, з використанням скісної риски та дефісу: Schüler/-innen.
У контексті другої хвилі фемінизму, починаючи з 1960-х років, скісна риска все частіше використовувалася для того, щоб зробити жінок помітними, тоді як використання суто чоловічих форм для гендерного узагальнення було все ще поширене (спільний чоловічий рід: Schüler). 
З кінця 1970-х років феміністська лінгвістика розробила концепцію "гендерно-рівноправної мови" та відповідні варіанти формулювань для рівного ставлення до жінок з погляду мови. Цьому розвитку сприяли Конвенція ООН про ліквідацію всіх форм дискримінації щодо жінок 1979 року.
У 1981 році виникла пропозиція об'єднати скісну риску з наступною малою літерою i (частиною суфіксу -in) для утворення великої літери I: SchülerInnen.
Ідею друкарського стилістичного засобу підкреслення виклав лінгвіст Штеффен «Кітті» Херрманн у 2003 році в есе Performing the Gap – Queer Design and Gender Appropriation. Гендерний розрив або підкреслення не відображаються в есе, лише символ «_» як пробіл, який залишає варіанти відкритими.